# Craig Dolby

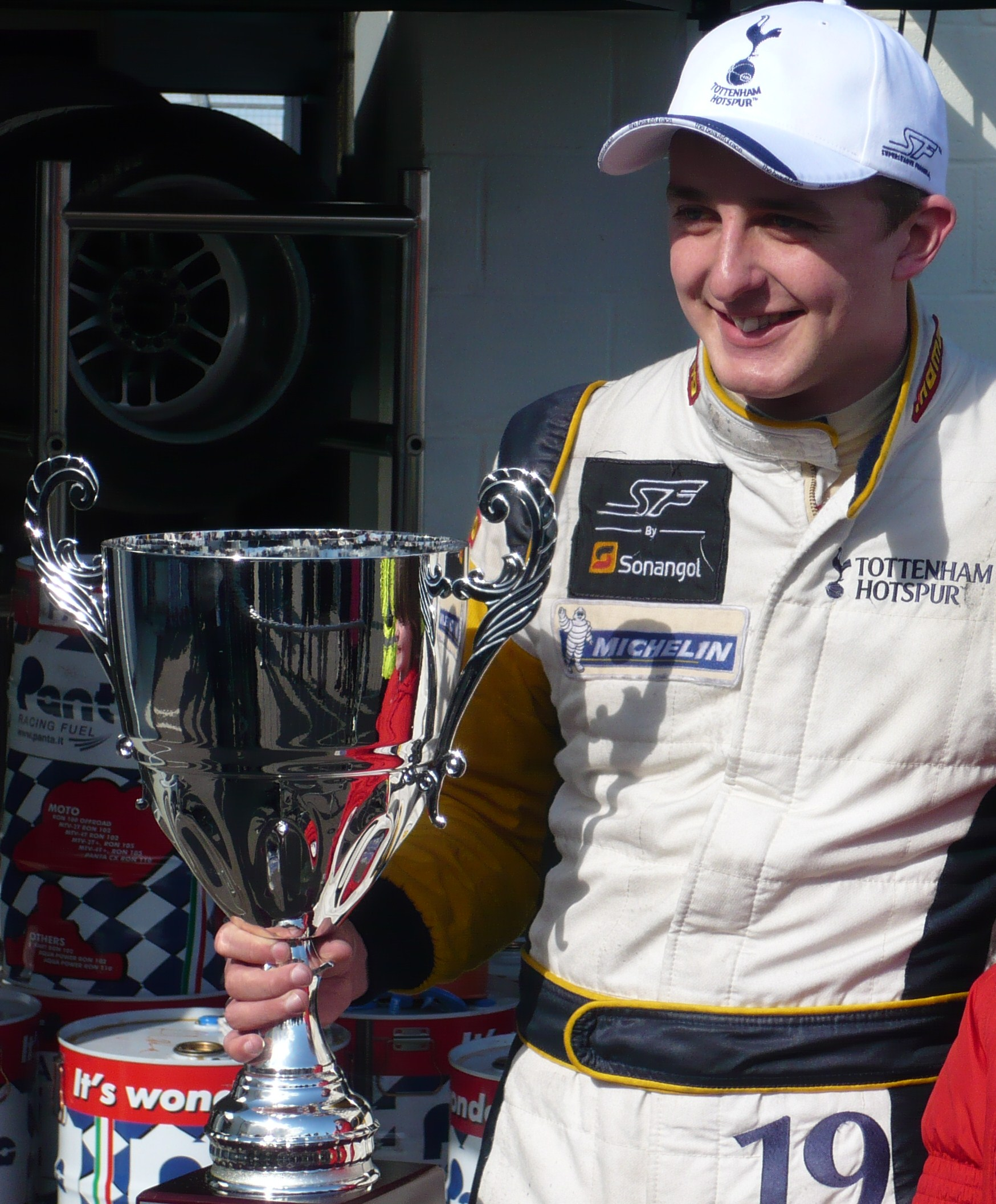
Craig Dolby (2010)

Craig Dolby (* 31. März 1988 in Melton Mowbray, Leicestershire, England) ist ein ehemaliger britischer Rennfahrer.

## Karriere
Wie die meisten Motorsportler begann Dolby seine Karriere im Kartsport, in dem er von 1992 bis 2002 aktiv war. Unter anderem wurde er 2002 Vizemeister der nationalen Super 1 JICA Meisterschaft. 2003 wechselte der Brite in den Formelsport und trat in der belgischen Formel Renault 1.6 an, in der er mit vier Siegen den vierten Gesamtrang belegte. Nachdem er im 2004 13. der britischen Formel Renault Wintermeisterschaft geworden war, wurde er 2004 18. der britischen Formel Renault. Nach einer einjährigen Pause kehrte Dolby in die belgischen Formel Renault 1.6 zurück und gewann mit sieben Siegen den Meistertitel. 2007 wechselte er in die französische Formel Renault und erreichte den elften Platz in der Fahrerwertung. Außerdem startete er bei zwei Rennen der italienischen Formel Renault.
2008 wechselte er in die neugegründete Superleague Formula, in der die Autos in den Farben von Fußballclubs lackiert sind. In seiner Debütsaison startete er für das vom Team Astromega, für das er bereits in der belgischen Formel Renault 1.6 gefahren war, betreute Team des RSC Anderlecht. Der Engländer bestritt die komplette Saison und wurde mit zwei Podest-Platzierungen Sechster in der Gesamtwertung. 2009 blieb Dolby in der Superleague Formula und wechselte zu dem von Alan Docking Racing betreuten Team von Tottenham Hotspur. Er gewann ein Rennen und sicherte seinem Team den Vizemeistertitel hinter dem von Adrián Vallés pilotierten Rennwagen des FC Liverpools. 2010 bestreitet Dolby seine dritte Saison in der Superleague Formula für das Team von Tottenham Hotspur. Er gewann den Saisonauftakt in Silverstone und wurde zudem Weekend Winner. Nach dem ersten Rennwochenende führte er die Gesamtwertung an.

## Statistik

### Karrierestationen
- 1992–2002: Kartsport
- 2003: Belgische Formel Renault 1.6 (Platz 4)
- 2004: Britische Formel Renault (Platz 18)
- 2006: Belgische Formel Renault 1.6 (Meister)
- 2007: Französische Formel Renault (Platz 11)
- 2008: Superleague Formula (Platz 6)
- 2009: Superleague Formula (Platz 2)
- 2010: Superleague Formula

### Einzelergebnisse in der FIA-Langstrecken-Weltmeisterschaft
| Saison | Team      | Rennwagen | 1   | 2   | 3   | 4   | 5   | 6   | 7   | 8   |
| ------ | --------- | --------- | --- | --- | --- | --- | --- | --- | --- | --- |
| 2013   | Delta-ADR | Oreca 03  | SIL | SPA | LEM | SAO | AUS | FUJ | SHA | BAH |
| 2013   | Delta-ADR | Oreca 03  |     |     |     |     |     |     | 8   | 12  |